# Ауенхајм
Ауенхајм (фр. Auenheim) насеље је и општина у источној Француској у региону Алзас, у департману Доња Рајна која припада префектури Хагенау.
По подацима из 2011. године у општини је живело 884 становника, а густина насељености је износила 208,49 становника/km². Општина се простире на површини од 4,24 km². Налази се на средњој надморској висини од 121 метар (максималној 121 m, а минималној 116 m).

## Демографија
| 1962. | 1968. | 1975. | 1982. | 1990. | 1999. | 2011. |
| ----- | ----- | ----- | ----- | ----- | ----- | ----- |
| 543   | 566   | 602   | 598   | 616   | 731   | 884   |

График промене броја становника у току последњих година